# Marskalk

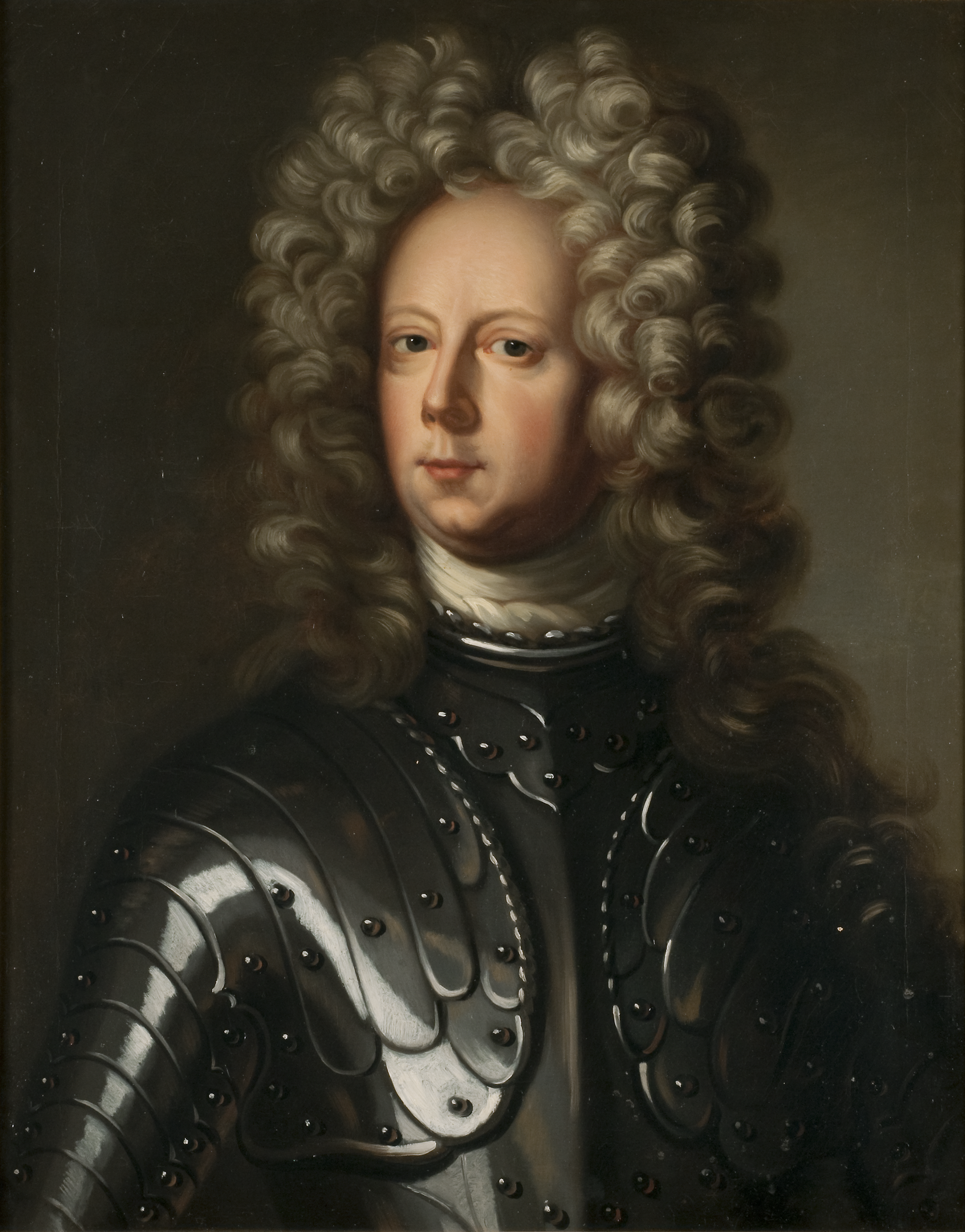
Den svenske fältmarskalken Carl Gustaf Rehnskiöld

Marskalk är en titel med varierande betydelse. Termen uppkom under tidig medeltid i Europa och syftade då på en person med ansvar för ett antal hästar. Senare blev det en officersgrad och därefter även en beteckning för olika ceremoniella ämbeten. 

## Historik
Ordet anses ha sitt ursprung i ett germanskt marr, "häst" (jämför märr) och latinets scalcus, "tjänare"). Titeln marskalk nämndes första gången på 700-talet i Lex Alamannorum: Det kostade då fyrtio solidi att döda en marskalk i kunglig tjänst (marescalcus regis), "som har tolv hästar under sig". Marskalken var då ansvarig för hästarna i stallet och svarade under stallmästaren. I Frankrike kom titeln att heta mareshall och ur detta ord utvecklades titeln vidare till ett militärt befäl inom kavalleriet, något som andra länder tog efter. I Sverige utvecklades titeln marsk och riksmarsk under högmedeltiden till något liknande jarlens ursprungliga funktion.

## Olika betydelser
Marskalk förekommer i ett flertal varianter:
- Fältmarskalk – den högsta militära graden i krigstid i många länder
- Hovmarskalk -  vid europeiska hov titeln på en högre ämbetsman, ofta med ansvar för ekonomi.
- Bröllopsmarskalk och akademisk marskalk – medhjälpande funktionärer vid högtidliga ceremonier

## Exempel från olika länder
- I Sverige används marskalk på olika sätt:
  - Riksmarskalk (under högmedeltiden i Sverige fanns det också riksmarsk.)
  - Lantmarskalk var titeln på adelsståndets talman under den svenska ståndsriksdagens tid.
  - Vid Uppsala universitet, Chalmers tekniska högskola och Lunds universitet är marskalkar personer som hjälper till vid akademiska ceremonier så som årliga baler och andra högtider.
  - I nobellotteriets studentlotteri
  - Vissa klubbmästerier tillhörande svenska studentkårer kallas ofta en medlem som arbetar i baren eller i köket vid tillställningar och pubkvällar för marskalk.
- I England blev marskalk till marshal och i USA utgör dessa stommen i landets äldsta federala polismyndighet US Marshals Service, som ansvarar för federala fångar och det federala vittnesskyddsprogrammet)
- Marskalk av Frankrike (Maréchal de France) är den mest prestigefyllda militära titeln i Frankrike.
- Marsk i Norden, medeltida befälhavare för det kungliga kavalleriet.
- Marskalk av Kina – marskalk är en sällsynt militär titel i Kina. 1955 utnämndes tio framstående generaler från andra världskriget till marskalkar av Kina, men titeln har inte använts sedan dess.
- Marskalk av Jugoslavien, en titel endast buren av president Josip Broz Tito
- Marskalk av Finland. Titeln tilldelades överbefälhavaren Mannerheim på hans 75-årsdag 4 juni 1942.